# Tettigonia silana
Tettigonia silana är en insektsart som beskrevs av Capra 1936. Tettigonia silana ingår i släktet Tettigonia och familjen vårtbitare. Inga underarter finns listade i Catalogue of Life.